# Ait Belkacem
Ait Belkacem (en àrab أيت بلقاسم, Ayt Bilqāsim; en amazic ⴰⵢⵜ ⴱⵍⵇⴰⵙⵎ) és una comuna rural de la província de Khémisset, a la regió de Rabat-Salé-Kenitra, al Marroc. Segons el cens de 2014 tenia una població total de 4.466 persones.